# Dysforia płciowa u dzieci
Dysforia płciowa u dzieci, dawniej zaburzenia identyfikacji płciowej u dzieci – występowanie dysforii płciowej w dzieciństwie. W 2013 roku w DSM-5 kategorię „Zaburzenia identyfikacji płciowej” zastąpiono kategorią „Dysforia płciowa”, w której znalazła się „dysforia płciowa u dzieci” i oddzielnie  „dysforia płciowa u dorastających i dorosłych”. 

## Klasyfikacja

### DSM
Diagnoza zaburzeń tożsamości płciowej w dzieciństwie została po raz pierwszy wprowadzona w 1980 roku w DSM-III. Wraz z publikacją DSM-IV została ona przeniesiona z rozdziału „Zaburzenia psychoseksualne” do nowej kategorii „Zaburzeń seksualnych i zaburzeń tożsamości płciowej”, obok dysfunkcji seksualnych i parafilii. W DSM-IV zaburzenie tożsamości płciowej ma dwa zestawy kryteriów. Kryterium A wskazuje, że dziecko identyfikuje się jako osoba płci przeciwnej. Dziecko musi zademonstrować szereg następujących objawów: ubieranie się jak osoba płci przeciwnej, zaprzyjaźnianie się przede wszystkim z osobami płci przeciwnej, wykazywanie chęci angażowania się w zabawy charakterystyczne dla płci przeciwnej oraz aktywne deklarowanie chęci bycia osobą płci przeciwnej. Z kolei kryterium B wskazuje, że dziecko nie identyfikuje się z płcią, z którą się urodziło. Może się to przejawiać jako niechęć do stylów ubierania się charakterystycznych dla płci, z jaką się urodziło, unikanie kontaktów z osobami tej płci oraz niepokój związany z aspektami fizjologii, które wskazują na płeć, z jaką się urodziło.

#### DSM-5 (2013)
W maju 2013 roku Amerykańskie Towarzystwo Psychiatryczne opublikowało DSM-5, w którym diagnoza zaburzeń tożsamości płciowej została usunięta i zastąpiona diagnozą dysforii płciowej.

### ICD
Międzynarodowa Statystyczna Klasyfikacja Chorób i Problemów Zdrowotnych (ICD-10) wymienia kilka zaburzeń związanych z tożsamością płciową, w tym zaburzenie tożsamości płciowej w dzieciństwie (F64.2) rozumiane jako „trwały i intensywny dyskomfort związany z własną przypisaną płcią, ujawniający się przed okresem dojrzewania”. Diagnoza zaburzeń tożsamości płciowej nie jest przyznawana osobom interpłciowym (osobom urodzonym z niejednoznacznymi genitaliami). Dodatkowo, jak w przypadku wszystkich zaburzeń psychicznych, wymienione objawy muszą powodować bezpośrednie cierpienie i pogorszenie funkcjonowania osoby wykazującej te symptomy.

#### Zmiany wprowadzone w ICD-11
W Międzynarodowej Statystycznej Klasyfikacji Chorób i Problemów Zdrowotnych ICD-11, która obowiązuje od 1 stycznia 2022 r., znacząco zmieniono klasyfikację warunków związanych z tożsamością płciową. W ICD-11 „niezgodność płci w dzieciństwie” (kod HA61) zastąpiło „zaburzenia identyfikacji płciowej w dzieciństwie” (kod F64.2 z ICD-10) i wraz z innymi zagadnieniami związanymi z identyfikacją płciową zostało przeniesione do nowego rozdziału zatytułowanego „Stany związane ze zdrowiem seksualnym” (ang. Conditions Related to Sexual Health).
Niezgodność płci w dzieciństwie (HA61) charakteryzuje się wyraźną niezgodnością między doświadczaną lub wyrażaną płcią jednostki a przypisaną jej płcią u dzieci przed okresem dojrzewania. Obejmuje:
- silne pragnienie bycia płci innej niż przypisana przy urodzeniu,
- silną niechęć dziecka do elementów budowy jego układu rozrodczego lub przewidywanych drugorzędowych cech płciowych, lub silne pragnienie posiadania pierwszorzędowych, lub przewidywanych drugorzędowych cech płciowych zgodnych z tożsamością płciową,
- zabawy w wyobrażenia lub fantazje, zabawki, gry lub zajęcia, które są typowe dla doświadczanej, a nie przypisanej przy urodzeniu płci.

Niezgodność musi trwać około 2 lat. Same zachowania i preferencje płciowe nie są podstawą do postawienia diagnozy.

## Objawy
Dzieci z utrwaloną dysforią płciową charakteryzują się bardziej nasilonymi objawami niż dzieci z przejściową dysforią płciową. Niektórzy nonkonformistyczni płciowo młodzi ludzie mogą chcieć lub potrzebować przejść tranzycję płciową, która może obejmować tranzycję społeczną (zmiana ubioru, imienia, zaimków), a w przypadku starszej młodzieży i nastolatków – tranzycję medyczną (terapia hormonalna lub operacja).
Objawy, zgodnie z DSM-5, obejmują wyraźną niezgodność między odczuwaną płcią a przypisaną płcią, utrzymującą się przez co najmniej sześć miesięcy, objawiającą się co najmniej sześcioma z poniższych objawów (w tym koniecznie kryterium pierwszym):
- Silne pragnienie bycia osobą innej płci lub uporczywe przekonanie, że jest się osobą innej płci
- Silna skłonność do noszenia ubrań typowych dla płci przeciwnej
- Silna tendencja do przyjmowania ról typowych dla płci przeciwnej w trakcie zabawy w udawanie lub zabawy fantazjowaniem
- Silna skłonność do preferowania zabawek, gier lub czynności stereotypowo związanych z płcią przeciwną
- Silna skłonność do poszukiwania towarzyszy do zabaw należących do przeciwnej płci.
- Silne odrzucenie zabawek, gier i zajęć typowych dla przypisanej płci
- Silna niechęć do własnej anatomii płciowej
- Silne pragnienie posiadania fizycznych cech płciowych, które odpowiadają doświadczanej płci

Z zaburzeniem związany jest klinicznie istotny dyskomfort lub upośledzenie w sferze społecznej, szkolnej lub innych ważnych obszarach funkcjonowania.

## Postępowanie terapeutyczne

### Tradycyjne podejście terapeutyczne
Metody terapii dysforii płciowej u dzieci różnią się od tych stosowanych u dorosłych i obejmują terapię behawioralną, terapię psychodynamiczną, terapię grupową i wsparcie psychologiczne dla rodziców. Celem jest zmniejszenie dysforii płciowej, sprawienie, by dzieci lepiej czuły się we własnym ciele, ograniczenie ostracyzmu i redukcja występowania współistniejących zaburzeń psychicznych u dziecka.
Tradycyjna terapia ma na celu zidentyfikowanie i usunięcie czynników leżących u jej podstaw (w tym czynników rodzinnych), zachęcanie dziecka do identyfikowania się z przypisaną mu płcią oraz zachęcanie do zawierania przyjaźni z osobami tej samej płci. W ramach poradnictwa dla rodziców ustala się limity zachowań przekraczających normy płciowe u dziecka, zachęca do wykonywania czynności neutralnych dla płci lub typowych dla płci dziecka, analizuje czynniki rodzinne i czynniki rodzicielskie, takie jak czynniki psychopatologiczne. Badacze Kenneth Zucker i Susan Bradley twierdzą, że wykazano, iż chłopcy z dystrofią płciową często mają matki, które w pewnym stopniu wzmacniały zachowania bardziej stereotypowe dla młodych dziewczynek. Stwierdzają oni również, że dzieci z dystrofią płciową pochodzą z rodzin, w których zachowania związane z przekraczaniem ról płciowych (ang. cross-gender role behavior) nie były wyraźnie zabronione. Jednak jednocześnie przyznają, że wyniki te mogą świadczyć o tym, że rodzice, którzy bardziej akceptują te zachowania u swoich dzieci, częściej przyprowadzają je do psychiatry klinicznego, w przeciwieństwie do rodziców, którzy mniej akceptują te zachowania.

### Inne podejścia terapeutyczne
Konsensus World Professional Association for Transgender Health(WPATH) jest taki, że leczenie mające na celu próbę zmiany tożsamości i ekspresji płciowej danej osoby, aby stała się bardziej zgodna z płcią przypisaną przy urodzeniu, „nie jest już dłużej uznawane za etyczne”. Według Edgardo Menvielle, psychiatry dzieci i młodzieży z Children's National Medical Center w Waszyngtonie, „powinno się unikać terapeutów, którzy opowiadają się za koniecznością zmiany zachowań niezgodnych z normami płciowymi”. Diane Ehrensaft, psycholog rozwojowy i kliniczny, stwierdziła w Psychiatric Times, że „specjaliści od zdrowia psychicznego konsekwentnie szkodzą dzieciom, które nie spełniają norm płciowych, i muszą się dokształcić”.
Inne oddziaływania terapeutyczne nie mają na celu zmiany tożsamości płciowej dziecka. Lekarze natomiast radzą dzieciom i ich rodzicom, by unikali celów ukierunkowanych na tożsamość płciową, a zamiast tego radzili sobie z niepokojem dziecka, korzystając z psychoedukacji i wspierając jego odmienną tożsamość i zachowanie w miarę ich rozwoju.  Klinicysta może zasugerować, by rodzic był uważny, słuchał i zachęcał dziecko do odkrywania i wyrażania swojej tożsamości płciowej, którą można nazwać "prawdziwą płcią". Może to usunąć piętno związane z dysforią, a także presję na dostosowanie się do tożsamości lub roli płciowej, z którą się nie identyfikuje, czyli tzw. płeć udawaną.